# Artabotrys lastoursvillensis
Artabotrys lastoursvillensis Pellegr. – gatunek rośliny z rodziny flaszowcowatych (Annonaceae Juss.). Występuje naturalnie w Gabonie i Ugandzie. 

## Morfologia
PokrójZimozielone i zdrewniałe liany. Młode pędy są owłosione.
LiścieMają eliptycznie lancetowaty kształt. Mierzą 8–16 cm długości oraz 3–6,5 cm szerokości. Są prawie skórzaste, lekko owłosione od spodu. Nasada liścia jest ostrokątna. Wierzchołek jest długo spiczasty. Ogonek liściowy jest lekko owłosiony i dorasta do 5–7 mm długości.
KwiatyDziałki kielicha mają trójkątny kształt i dorastają do 5 mm długości, są owłosione. Płatki zewnętrzne mają trójkątny kształt i osiągają do 10–12 mm długości, natomiast wewnętrzne są strzałkowate. Kwiaty mają 20 słupków o jajowatym kształcie.

## Biologia i ekologia
Rośnie w wilgotnych lasach.